# Rodézia
Rodézia, hivatalosan 1970-től a Rodéziai Köztársaság, 1965 és 1979 között el nem ismert állam volt Dél-Afrikában. Rodézia Dél-Rodézia brit gyarmat de facto utódállama volt, amely 1923 óta önkormányzó joggal volt. A tengerparttal nem rendelkező Rodéziát délről a Dél-afrikai Köztársaság, délnyugaton Becsuánaföld (később Botswana), északnyugatról Zambia (korábban Észak-Rodézia), keletről pedig Mozambik (1975-ig portugál tartomány) határolta. Az államalakulat egyike volt annak a két országnak, amelyet európai származású fehérekből álló kormány irányított. 
A névleges függetlenséget 1960-ban kiáltották ki, ténylegesen 1979-ben nyerték el. Az 1980-as választások óta az ország hivatalos neve Zimbabwei Köztársaság.

## Az ország neve
A brit adminisztráció idején a terület neve még Dél-Rodézia volt, amit az 1965-ös, egyoldalú függetlenségi nyilatkozatot követő, novemberi alkotmányban egyszerűen Rodéziára módosítottak. Mivel a függetlenséget a britek nem ismerték el, egyúttal a névmódosítást is törvénytelennek tekintették, s továbbra is Dél-Rodéziának nevezték hivatalosan az országot.
A névváltoztatás mellett azután döntöttek az ország vezetői, miután 1964 októberében Észak-Rodézia függetlenné vált és felvette a Zambia nevet. A salisbury-i kormány a továbbiakban feleslegesnek érezte a megkülönböztető megnevezés használatát. A névváltoztatást még a gyarmati státusz idején, a függetlenség előtt megpróbálták elérni a briteknél, ám azok ezt nem fogadták el.
A Rodézia név Cecil Rhodes nevéből származik, aki annak idején gyarmatosította, ahol megalapította a brit érdekeket szolgáló magánállamát, amelyet később két részre osztottak. A brit adminisztratív okiratok eleinte a Zambézia nevet használták a mai Zambia és Zimbabwe területére, ám Rhodes az általa letelepített fehér telepesek között annyira népszerű volt, hogy azok ragaszkodtak a Rodézia név bevezetéséhez. A Rodézia név így a fekete őslakosság előtt az elnyomás, a gyarmatosítás és a faji megkülönböztetés szinonímája lett.

## Földrajz
Az államot északról Zambia, míg keletről Mozambik határolta. Nyugatról és délről Becsuánaföld (1966-tól Botswana) és a Dél-afrikai Köztársaság határolták. Északnyugaton egy igen rövid határa volt a Caprivi-sávval, amely akkor szintén Dél-Afrika része volt (ma Namíbia).

### Domborzat
A terület fennsíkokból áll, amelyek 1000-1600 méterrel a tengerszint felett helyezkednek el.
A keleti régiók hegyvidékes felföld, ahol az ország legmagasabb pontja az Inyangani-csúcs áll (mai nevén Nyangani, 2592 m).
A hőmérséklet ingadozás területenként szélsőségesen nagy.

### Vízrajz
A fő folyó, a Zambézia, amely északon a határt is képezte Zambiával. A folyó nyugat-keleti irányba folyik.

## Közgazgatási beosztás
Rodézia erősen centralizált állam volt, ugyanakkor közigazgatási célokra hét tartományt szerveztek. A tartományi székhelyek általában kormányzati adminisztratív feladatokat láttak el. Négy tartománynak azonos volt a székhelye.
- Manikaföld (Manicaland), székhelye Umtali (ma Mutare)
- Észak-Masonaföld, székhelye Salisbury (ma Harare)
- Dél-Masonaföld, székhelye Salisbury
- Victoria, székhelye Fort Victoria (ma Masvingo)
- Dél-Matabeföld, székhelye Bulawayo
- Észak-Matabeföld, székhelye Bulawayo
- Belsőföld (Midlands), székhelye Gwelo (ma Gweru)

## Politika
Fennállása idején Rodéziát többen fehér diktatúrá-nak nevezték, valójában egy csekély mértékben demokratikus állam volt, amelyben demokratikus jogai az uralkodó népcsoportnak, a kisebbségben levő fehér európaiaknak volt, szemben a többségi őslakos feketék minimális képviselettel bírtak az országgyűlésben és egyebütt. A rodéziai parlamentben csupán 16 fekete képviselő ült, míg a fehér kisebbség 50 képviselővel bírt.
A rodéziai parlament felépítése a westminsteri mintákat követte: kétkamarás felépítésű volt alsó- és felsőházzal. A 23 tagú felsőházban foglaltak helyet a szenátorok, ahol már egyenlő arányban voltak a fehérek és a törzseket képviselő feketék (10-10 személy). Három további személyt az elnök nevezett ki. Az alsóházat alkotta az abszolút fehértöbbségű, 66 fős képviselőtestület.
A parlamenti ciklus öt évre szólt.
Az országot végig Ian Smith kormányozta miniszterelnökként, aki dél-rodéziai fehér családban született. Az elnöki hatalom általában jelképes volt.
A fehér dominancia már a gyarmati kormány idején is fennállt, de a totális fehér uralom kiépítése a függetlenség egyoldalú kikiáltását követően történt meg, az új alkotmány bevezetésével.

### Belpolitika
Fő belpolitikai célja az államnak a fehér bevándorlás további ösztönzése volt, így akarván demográfiai egyensúlyt teremteni a fekete őslakossággal. Eleinte a nagyfokú betelepülés (kiváltképp Nagy-Britanniából) bizakodásra adott okot.
Smith, bár nem volt diktatórikus, de autoriter vezetési módszereivel sikerült megszilárdítani a pozícióját sajtócenzúrával és az média kormányzati kontrolljával, amellyel gátolta a fehér ellenzék hatékony tevékenységét, mivel annak sikerült jelentős támogatásra szert tennie a feketék körében. Smith jelentősen tudott építeni az új bevándorlókra, amelyhez hozzájárult a fehérek domináns képviseleti aránya az országgyűlésben.
A rodéziai kormány az állam fennállásának végső szakaszában vált diktatórikussá, amikor több fehér ellenzéki politikust és aktivistát is letartóztattak vagy száműzetésbe kényszerítettek.

### Külpolitika
Rodézia a külpolitikában végig azon munkálkodott, hogy az államot nemzetközileg is elismerjék. Smith az aktuális hidegháborús helyzetet igyekezett meglovagolni és erőteljes kommunistaellenes politikába kezdett, így próbálva Rodéziát a Nyugat előtt egyfajta védőbástyának beállítani.
Rodézia azonban egyetlen állam sem ismerte el, csupán néhányuk állt vele nem hivatalos kapcsolatban. Az Egyesült Királyság által bevezetett szankciók nagyban korlátozták a rodéziai állampolgárok kiutazási lehetőségeit. Valószínűleg ezért nem folyamodott a legtöbb, frissen érkezett bevándorló rodéziai állampolgárságért sem.
A tősgyökeres rodéziai fehéreket felháborította, hogy II. Erzsébet brit királynő jamaicai látogatása során támogatta ott tartott beszédében, hogy a szigetország többségi fekete lakossága vegye át az állam irányítását és felszólalt rodéziai fekete nacionalisták kivégzése ellen is. Mindezek ellenére Rodézia 1969-ig elismerte államfőnek Erzsébetet, noha ő nem volt hajlandó elfogadni a Rodézia királynője címet. Az 1969-es szavazáson a többség független Rodéziai Köztársaság megalakításáért állt ki, remélve, hogy így megkönnyíthetik a nemzetközi elismertség megszerzését, csakhogy továbbra is fennállt a fehér uralom és az apartheid az országban, amely kizárttá tette az állam elismerését.
Rodéziának diplomáciai kapcsolatai voltak Dél-Afrikával, ahol szintén fennállt az apartheid, de elismerni a dél-afrikaiak sem merték Rodéziát. A salazari Portugália eleinte kapcsolatokat tartott fenn Rodéziával, bár szintén nem ismerte el az államot. A kapcsolatok az 1974-es szegfűs forradalom után megszűntek. Az Az Egyesült Nemzetek Szervezete Biztonsági Tanácsa 216-os számú határozatában szólította fel a tagállamokat, hogy ne ismerjék el Rodéziát, mivel az egy illegális, kisebbségi, rasszista rezsim.
Noha Malawi és az Egyesült Államok a szankciók mellett szavaztak, mégis nem egy ízben vásároltak Rodéziától krómércet. A zambiai elnök, Kenneth Kaunda is azzal vádolt nyugati olajcégeket, hogy kőolajat adtak el Rodéziának. Ugyanakkor Kaunda rezsimje is együttműködött nemhivatalosan Rodéziával, mivel országa függött a rézexporttól, valamint a déli szomszédon keresztül létfontosságú üzemanyag- és energiabehozatal történt. Rodézia hivatalosan ellenséges országnak tekintette Zambiát, ennek ellenére engedélyezte a zambiai export- és importáruk forgalmát Mozambikba.
Az amerikaiak megengedték Rodéziának, hogy Washingtonban információs irodát nyisson, ami az AÁSZ részéről váltott ki nagyfokú tiltakozást. Az amerikai kormány arra hivatkozott, hogy a rodéziai missziónak nincs hivatalos diplomáciai státusza.
A Salazar-kormány rokonszenvezett Ian Smith-el annak nagyfokú kommunista-ellenessége miatt, ezért a színfalak mögött aktívan támogatta Rodéziát és engedélyezte egy lisszaboni képviselet felállítását. Eközben a John B. Vorster vezette dél-afrikai kormány megpróbált taktikát változtatni azzal, hogy nyomást kezdett gyakorolni Smith-re, miszerint vezessen be változásokat Rodéziában, s engedje a feketéket hatalomra jutni. Vorster ezt annak érdekében tette, hogy közeledjék a fekete afrikai államok felé, mivel az apartheid miatt Dél-Afrika is erős nemzetközi nyomás alatt állt.
Nagy-Britanniában már 1969-ben felszámolták a rodéziai képviseletet jelentő londoni Rhodesia House-t. Ausztráliában, Sydneyben maradt információs irodája Rodéziának, amely Új-Dél-Wales szövetségi állam joghatósága alatt működött.
Információs iroda létesült Párizsban is, de azt a francia kormány 1977-ben felszámolta.
A végén az Egyesült Államok is visszahívta konzuli képviseletét Salisbury-ből. Egyedül Dél-Afrika tartotta fenn 1975-ben diplomáciai képviseletet Rodéziában.

## Gazdasága
Rodézia gazdasága sokáig viszonylag egyoldalú volt, elsősorban a dohánytermelésre és a krómkitermelésre alapozódott. Az 1930-as években komoly gazdasági hanyatlás jellemezte a területet, majd 1945 és 1970 között jelentős fellendülés következett, amely további 200 ezer fehér bevándorlását segítette elő (a fehérek azonban így is csak nagyon csekély részét alkották a lakosságnak).
A fehér bevándorlók nagy része a nagy-britanniai munkásosztályból származott, mások Kongóból, Angolából, Tanganyikából, Kenyából, Mozambikból érkeztek.
A fehér bevándorlás hatására sokszínűsödött és stabilizálódott Rodézia gazdasága, erős feldolgozóipart, vas- és acélipart, valamint modern bányászati vállalkozásokat hozva létre. Mivel szakképzett munkaerő vándorolt az országba, ezért nem volt szükség külföldi segélyekre a gazdaság fellendítéséhez. Ebben az időben Rodézia Afrika egyik legdinamikusabban fejlődő állama volt.

## Lakossága

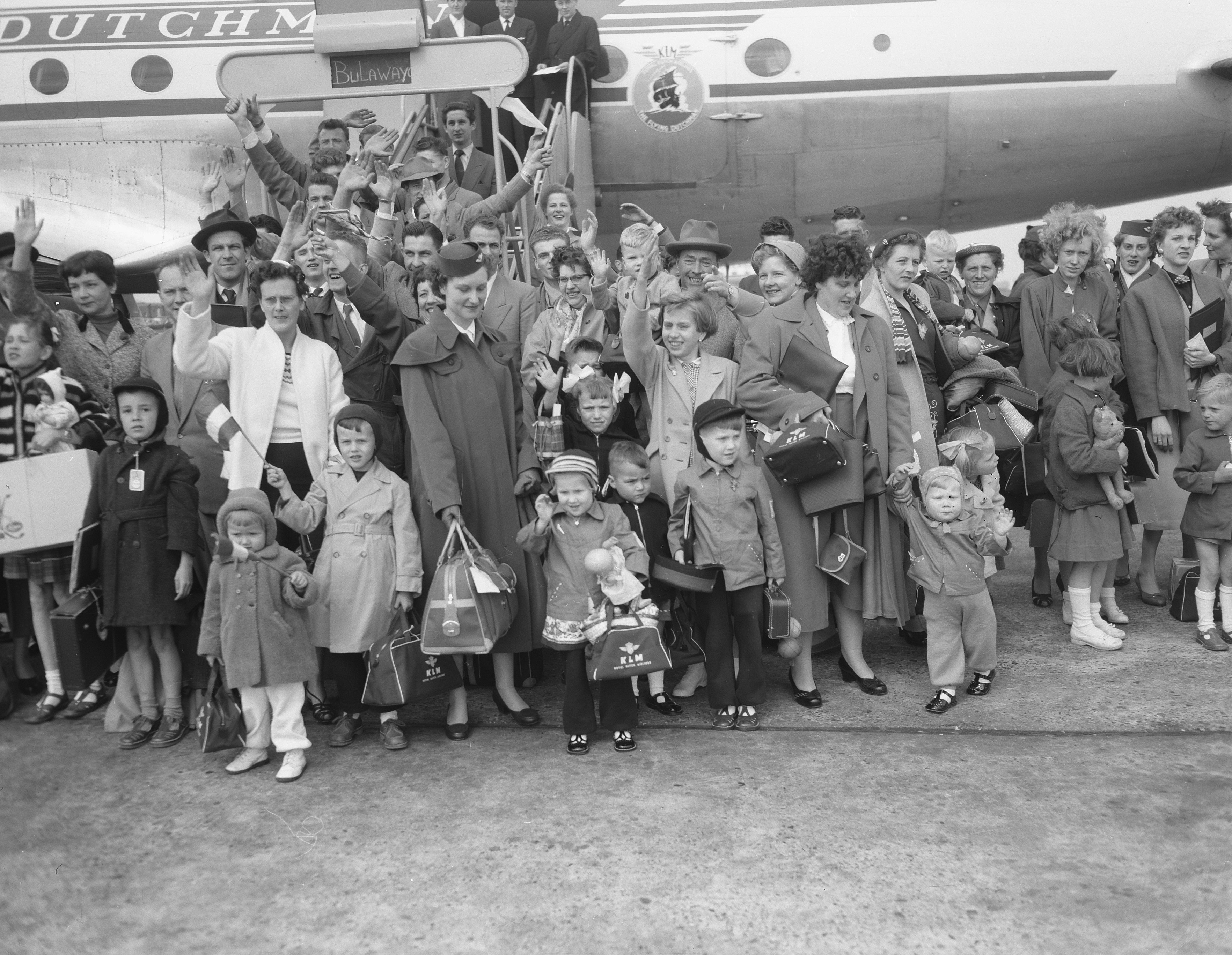
1955-ben Rodéziába érkező új fehér telepesek

Az államot minden tekintetben uraló, a vezető pozíciókat betöltő fehérek Rodézia lakosságának alig 7%-át tették ki. Számuk 1969-ben alig volt több negyedmilliónál. Több 4 millió 800 ezer fő volt az ország lakosságának tősgyökeres afrikai (fekete). Ezenkívül 23 ezer ázsiai is élt Rodéziában.
Legnagyobb többségük 1955-től kezdett bevándorolni, így a korábbi, Rhodes által betelepített eredeti fehér gyarmatosítók leszármazottjai is relatíve kevesen voltak hozzájuk képest. A bevándorlók többnyire az Egyesült Királyságból és Dél-Afrikából érkeztek. A fehér kormány igyekezett minél több és több fehért Rodéziába csábítani, de úgy fogyott a fehér száma minden évben, ahogy nőtt is, így nem lett tartós népességnövekedés sem. Az elhúzódó háború és az ország politikai elszigeteltsége rövidesen kedvét szegte a legtöbb fehérnek. Mások nem is akartak tartósan letelepedni, csupán átmeneti célból költöztek Rodéziába, ezért nem is folyamodtak rodéziai állampolgárságért, hiába ösztönözte őket erre a kormány.

## Haderő

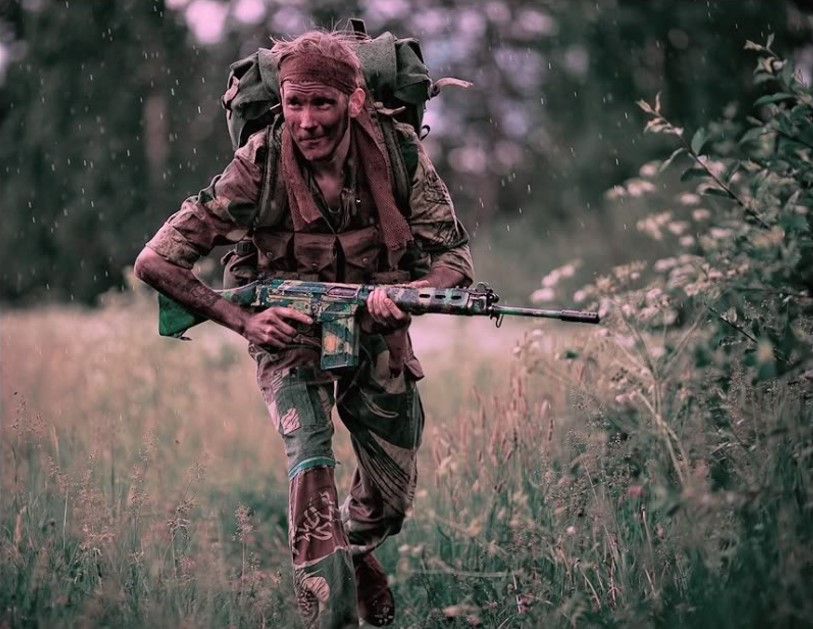
Rodéziai könnyűgyalogos FN FAL fegyverrel

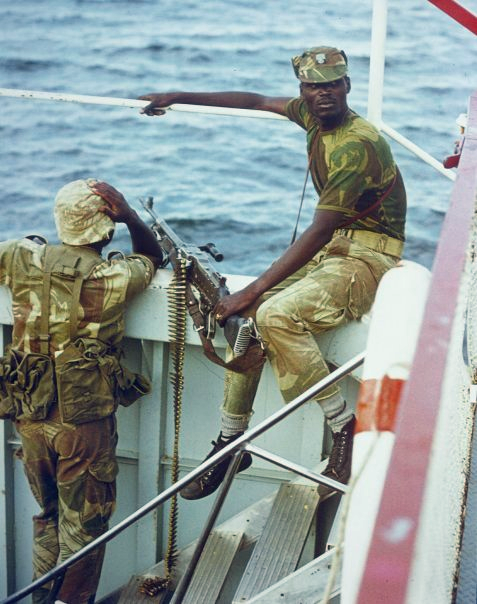
A rodéziai erők fekete katonái

Az állam haderejét az ún. Rodéziai Védelmi Erők (Rhodesian Security Forces) alkották. Az ország fegyveres erejének megszervezése már a gyarmati időszakban megkezdődött, ugyanakkor sok vitával járt a britek részéről, akiket aggasztott az önálló rodéziai hadsereg léte.
Eleinte a létszáma 3400 fő volt és főleg önkéntesekből verbuválódott, akiknek zöme fekete volt. Általában könnyűgyalogsági zászlóaljakra oszlott, kevés tüzérségi felszereléssel. A légierő hat századból állt, 1000 fős személyzettel.
A rodéziai védelmi erők gyakran kaptak támogatást Dél-Afrikától.
Később már reguláris sorkatonai egységeket is felállítottak, ám ezek létszáma elmaradt a védelmi erők számától, amely korábbi konfliktusok veteránjait, kvázi zsoldosokat kezdett alkalmazni, akik korábban harcoltak Ádenben és Malájföldön.
Bár a rodéziai haderő zömét helyi feketék alkották, a kormány elsősorban a fehér katonákra támaszkodhatott, ők voltak számára a legmegbízhatóbbak. A meghosszabbított sorkatonai szolgálat és megnövelt sorozás viszont munkaerőhiányt okozott olyan fontos szektorokban, ahol csak fehérek dolgoztak. A bozótháború végére már majdnem minden rodéziai fehér férfi megjárta a fegyveres és rendőri erőket. Fennállása csúcsán 20 ezer reguláris katona és 60 ezer önkéntes védelmis alkotta Rodézia hadseregét.
A Rodéziai Védelmi Erők és a reguláris hadsereg a bozótháború alatt vegyi és biológiai fegyvereket használt. Ivóvízlelőhelyeket mérgeztek meg a természetben, illetve tífusz-, kolera- és lépfene-baktériumokkal fertőztek meg olyan területeket, ahol az ellenálló csoportok tevékenysége volt aktív.

## Kultúra

### Média
Az írott sajtó tekintetében a salisbury-i Rhodesia Herald és bulawayói The Chronicle voltak a legfőbb lapok az országban. Népszerű sajtótermék volt továbbá az Illustrated Life Rhodesia c. magazin.
Az ország televíziós adó, a Rhodesian Television (RTV) 1976-ig magánkézben volt, majd az állami tulajdonú Rhodesian Broadcasting Corporation (RBC) vette át 51%-os részesedéssel, amely a brit BBC mintájára jött létre.

### Sport
Volt angol gyarmatként az anyaországban jellemző, összes népszerű sport megtalálható volt az országban, melyek mindegyike nagy népszerűségnek örvendett, különösen a krikett, rögbi, vízilabda, labdarúgás, netball, tenisz, golf, teke, gyeplabda. 1897-től a Rodézia megszűntéig megtartották a Rodéziai Nyílt Teniszbajnokság-ot (Rhodesian Open Tennis Championships).
Az állam ellen, az apartheid miatt hozott szankciók okán rodéziai sportolók azonban soha nem versenyeztek, se a Brit Nemzetközösség országaiban szervezett bajnokságokon, sem olimpiákon vagy más nemzetközi rendezvényeken. Ennek ellenére  a technikai sportok nagy népszerűségnek örvendtek. Az egyik legismertebb rodéziai színekben versenyző sportoló a brit Jim Redman, aki az 1960-as évek egyik legnépszerűbb és legsikeresebb MotoGP-versenyzője volt.
A szintén rodéziai John Love pedig 10 Forma-1-es versenyen vett részt, legjobb helyezése egy második hely volt.

### Himnusz
1965-ben nemzeti himnusznak még a God Save the Queen (Isten óvja a királynőt) énekelték, amely a Brit Nemzetközösség és az Egyesült Királyság himnusza volt. 1974-ben hivatalosan elfogadták az Örömóda zenéjét, Ludwig van Beethoven 9. szimfóniájából, melyre külön szöveget alkotott Mary Bloom. A módosított Örömóda címe Rise, O Voices of Rhodesia (Talpra, ó Rodézia hangjai) lett.

## Fordítás
- Ez a szócikk részben vagy egészben  a   Rhodesia című angol Wikipédia-szócikk ezen változatának fordításán alapul.  Az eredeti cikk szerkesztőit annak laptörténete sorolja fel. Ez a jelzés csupán a megfogalmazás eredetét és a szerzői jogokat jelzi, nem szolgál a cikkben szereplő információk forrásmegjelöléseként.